# Andrej Moisejev
Andrej Sergejevitj Moisejev (ryska: Андрей Сергеевич Моисеев), född den 3 juni 1979 i Rostov-na-Donu i Sovjetunionen (nu Ryssland), är en rysk idrottare inom modern femkamp.
Han tog OS-guld i herrarnas moderna femkamp i samband med de olympiska tävlingarna i modern femkamp 2008 i Peking.